# Бучнев, Михаил Васильевич
Михаил Васильевич Бучнев (1920-1984) — старшина Рабоче-Крестьянской Красной армии, участник Великой Отечественной войны, полный кавалер ордена Славы.

## Биография
Михаил Васильевич Бучнев родился 23 февраля 1920 года в селе Кучман (ныне — Зимовниковский район Ростовской области) в рабочей семье. Окончив семь классов школы, работал на железной дороге. В октябре 1940 года Бучнев был призван на службу в Рабоче-Крестьянскую Красную Армию. С мая 1942 года — на фронтах Великой Отечественной войны. Участвовал в битве за Кавказ, под Моздоком получил ранение в руку. В дальнейшем участвовал в освобождении Новороссийска, где был тяжело ранен в грудь. В течение полугода лечился в госпитале, затем был направлен в бронетанковую школу, где освоил специальность механика-водителя.
К лету 1944 года воевал механиком-водителем танка 20-й танковой бригады 11-го танкового корпуса 1-й гвардейской танковой армии. Неоднократно отличался в боях. Так, 23 июля 1944 года при штурме города Парчева в Польше экипаж Бучнева в числе первых ворвался на его улицы, уничтожив 3 орудия, 1 бронетранспортёр, 2 машины с грузами и большое количество вражеских солдат. За это механик-водитель был удостоен ордена Славы 3-й степени.
14 января 1945 года экипаж участвовал в боях под городом Радомом, уничтожив 1 штурмовое орудие, 2 противотанковых орудия, 3 бронетранспортёра, 3 автомобиля и 8 повозок с грузами. За это Бучнев был награждён орденом Славы 2-й степени.
19 апреля 1945 года к северо-западу от Франкфурта-на-Одере танкисты уничтожили 3 орудия, 1 танк, 1 батарею противовоздушной обороны, 10 пулемётных точек, 5 бронетранспортёров, 5 автомобилей с грузами, значительное количество пехоты врага. В разгар того боя их танк был дважды подбит, сам Бучнев получил ранение, но продолжал выполнять поставленные задачи. 31 мая 1945 года Указом Президиума Верховного Совета СССР он был удостоен орденом Славы 1-й степени.
В сентябре 1945 года в звании старшины Бучнев был демобилизован. Проживал в посёлке Красноармейский Орловского района Ростовской области, трудился на железной дороге. В 1980 году вышел на пенсию. Жил сначала в Волгограде, затем в Ростове-на-Дону. Умер 28 августа 1984 года, похоронен на Северном кладбище Ростова-на-Дону.

## Награды
- Орден Славы 3-й степени (11.08.1944);
- Орден Славы 2-й степени (08.03.1945);
- Орден Славы 1-й степени (31.05.1945);
- Орден Трудовой Славы 3-й степени (21.04.1975);
- Медали.